# Вулиця Героїв Сталінграда (Лисичанськ)
Вулиця Героїв Сталінграда — вулиця в місті Лисичанську Луганської області.

## Опис

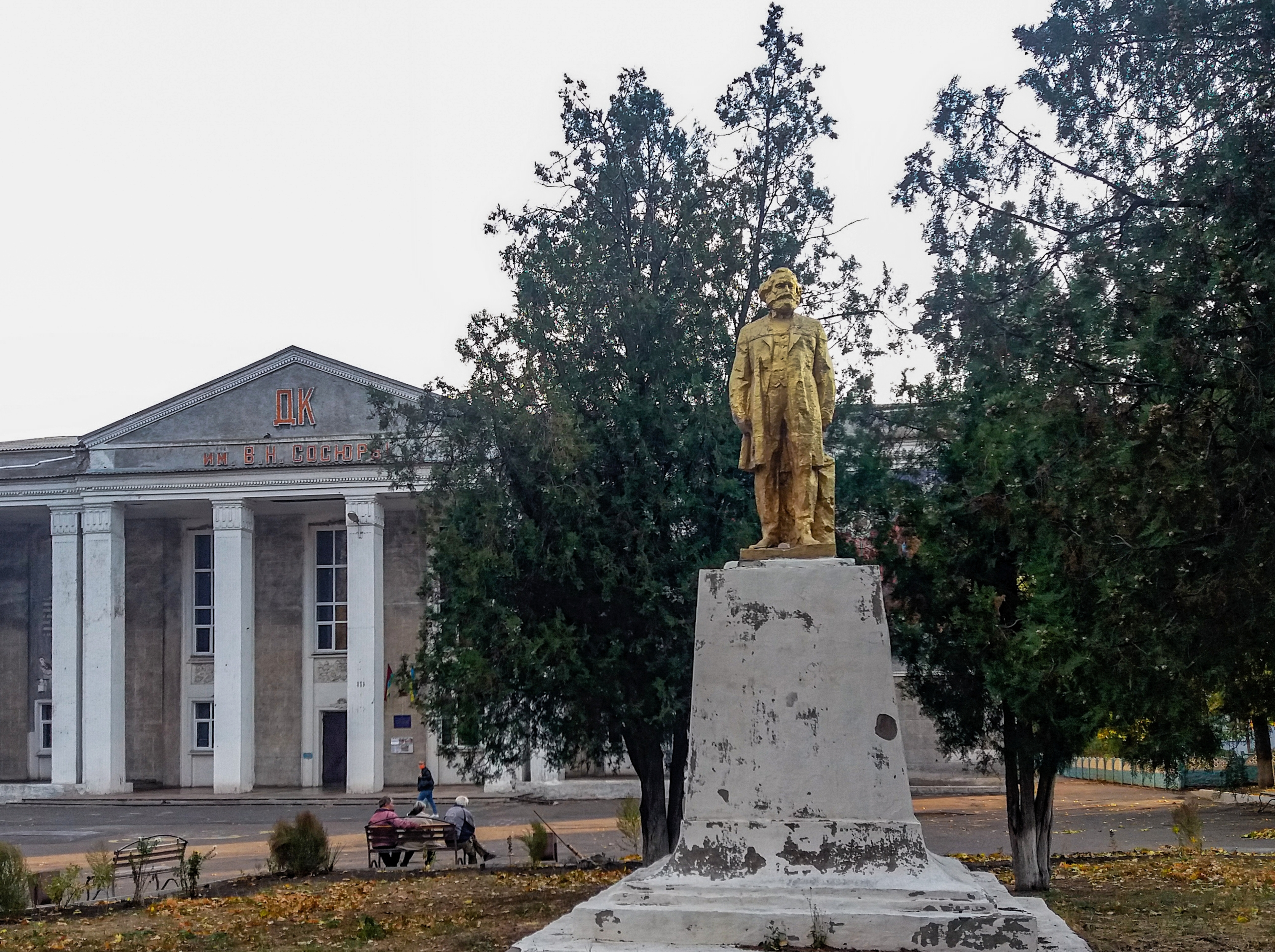
Пам'ятник К. Марксу

На вулиці розташовано Лисичанський педагогічний коледж, Палац культури імені В. М. Сосюри, Меморіальний музей В. М. Сосюри, житлова забудова.

### Пам'ятники
- Пам'ятник Володимирові Сосюрі
- Пам'ятник Карлові Марксу